# عقد 1520
عقد 1520 هو عقد امتد بين 1 يناير 1520 و31 ديسمبر 1529 بحسب التقويم الميلادي. سبقه عقد 1510 ولحقه عقد 1530.

## أحداث
- معركة ماكتان (1521)
- معركة غاجرا (1529)
- حملة البلقان (1529)
- معركة موهاج (1526)
- معركة باني بت (1526)
- معركة شيمبرا كور (1529)
- فتح حصن الصخرة في الجزائر (1529)
- معركة بيكوكا (1522)
- معركة البليار البحرية (1529)
- معركة خانوه (1527)
- معاهدة سرقسطة (1529)

## مواليد
- وليام سيسيل، بارون بورغلي الأول (1520)
- سيكتوس الخامس (1521)
- زغمونت الثاني أوغست (1520)
- القديس امارو (1522)
- كريستينا أولدنبورغ (1521)
- أندرياس سيسالبينو (1520)
- سنان باشا (1520)
- جيلاوديووس (1522)
- محمد بن سليمان القانوني (1521)
- سين نو ريكيو (1522)
- فيليبي دي مونتي (1521)

## وفيات
- رفائيل (1520)
- سليم الأول (1520)
- جوسكين ديبري (1521)
- مارغريت من لورين (1521)
- مقرن بن زامل (1521)
- مانويل الأول ملك البرتغال (1521)
- إيزابيلا من فيسيو (1521)
- يعقوب المستمسك بالله (1521)
- خوان بونثي دي ليون (1521)
- جان بردي الغزالي (1521)
- يوهانس فيرنر (1522)
- إسماعيل الصفوي (1524)

## كتب
- Yves Denis Papin (1998). Chronologie de l'histoire ancienne. Lieu de publication non identifié: Éditions Jean-paul Gisserot. ISBN:2-87747-346-5. OCLC:40746926. مؤرشف من الأصل في 2022-03-16.
- موسوعة حضارة العالم (2002) لأحمد محمد عوف.

## روابط خارجية
- تصفح سنة بسنة عقد 1520 على موقع onthisday.com
- تصفح سنة بسنة عقد 1520 ابتداءً من سنة عقد 1520 على موقع المكتبة الوطنية الفرنسية